# No n'hi ha prou amb una vida
No n'hi ha prou amb una vida (italià: Saturno contro, turc: Bir ömür yetmez) és una pel·lícula dramàtica de coproducció italo-turca dirigida per Ferzan Özpetek. Es va estrenar als Estats Units a Frameline a San Francisco el 20 de juny de 2008. Ha estat doblada al català.
La pel·lícula està dedicada a Hrant Dink, escriptor turc d'origen armeni i defensor de la lluita pels drets civils a Turquia, assassinat a Istanbul el gener de 2007; aquesta és la pel·lícula debut d'Ambra Angiolini com a actriu, fins aleshores coneguda només com a presentadora i cantant.

## Argument
Un grup d'amics molt propers viu a Roma i s'enfronta a la mort sobtada d'un dels seus membres. El grup original, que porten molts anys junts, són dues parelles heterosexuals, Antonio i Angélica, i Roberto i Neval; i una parella gai ara separada, Sergio i Davide, un autor d'èxit. Les incorporacions relativament noves al grup són l'actual amant de Davide, Lorenzo, i l'amiga de Lorenzo, Roberta. Al principi de la pel·lícula, s'afegeix un membre final al grup: Paolo, un aspirant a escriptor que és conegut de Lorenzo i Roberta.
Tot i que els membres del grup s'estimen i passen molt de temps junts, hi ha tensions tant dins del grup com dins de les tres parelles que formen el grup. L'Antonio i l'Angelica semblen una parella perfecta, però els seus dos fills petits són disfuncionals i l'Antonio ha mantingut una aventura secreta amb Laura, una dona casada amb fills adolescents. Roberto se sent un foraster, perquè si bé Neval és un membre central del grup, ell no ho és. I encara que Davide i Lorenzo semblen l'epítom d'una parella gai bella i acomodada, l'entrada de Paolo al grup provoca corrents ocults de competència i infidelitat que comencen a posar a prova la relació.
Durant un sopar a l'apartament de Davide, Lorenzo pateix sense previ avís un aneurisma i entra en coma del qual no es recupera. Els seus amics estan profundament commocionats per la seva mort; comencen a sorgir problemes que fins aleshores havien estat ocults i amenacen de destruir el grup; i Davide gairebé se suïcida. Finalment tots es posen d'acord en la retirada de Davide a les muntanyes amb vistes al mar i s'acorden l'un amb l'altre i la mort de Lorenzo.

## Repartiment
- Stefano Accorsi com a Antonio
- Margherita Buy com Angèlica
- Serra Yilmaz com a Neval
- Filippo Timi com a Roberto
- Pierfrancesco Favino com a Davide
- Ennio Fantastichini com a Sergio
- Luca Argentero com a Lorenzo
- Ambra Angiolini com a Roberta
- Michelangelo Tommaso com a Paolo
- Isabella Ferrari com a Laura, una florista, l'amant secreta d'Antonio
- Milena Vukotic com a Marta, infermera cap de l'hospital on mor Lorenzo
- Benedetta Gargari com a Giulia

## Producció
Per a aquesta pel·lícula, Özpetek també aprofita la producció de Tilde Corsi i Gianni Romoli per a R&C Produzioni i la distribució de Medusa Film. Algunes escenes van ser filmades a l'anomenada "galeria" de la Policlínica Tor Vergata.

## Premis
- 2007 - David di Donatello[6]
  - Millor actriu de repartiment a Ambra Angiolini
  - Nominació  Millor actriu en un paper protagonista per Margherita Buy
  - Nominació Millor actor secundari a Ennio Fantastichini
  - Nominació Millor músic a Neffa
  - Nominació Millor cançó original (Passione) a Neffa
  - Nominació Millor editor a Patrizio Marone
  - Nominació Millor enginyer de so en directe a Marco Grillo
  - Nominació al Premi David Jove a Ferzan Özpetek
- 2007 - Nastro d'argento
  - Millor guió a Ferzan Özpetek i Gianni Romoli
  - Millor actriu protagonista a Margherita Buy
  - Millor actriu secundària a Ambra Angiolini
  - Millor cançó original (Passione) a Neffa
  - Nominació Millor director a Ferzan Özpetek
  - Nominació Millor actor no protagonista a Ennio Fantastichini
- 2008 - 21ns Premis del Cinema Europeu
  - Nominació Premi del Públic a la millor pel·lícula europea[7]
- 2007 - Premi Flaiano
  - Millor director per a Ferzan Özpetek
  - Millor actor per Stefano Accorsi
  - Millor actriu per Ambra Angiolini
  - Nominació a la Millor actriu a Margherita Buy
- 2007 - Globo d'oro
  - Millor Director a Ferzan Özpetek
  - Millor actriu a Margherita Buy
  - . Millor actriu revelació a Ambra Angiolini
  - Millor guió a Ferzan Ozpetek i Gianni Romoli
  - Millor música per a Neffa
  - Nominació Millor pel·lícula a Ferzan Özpetek
- 2007 - Ciak d'oro
  - Millor director a Ferzan Özpetek[8]
  - Millor actriu protagonista a Margherita Buy[8]
  - Millor banda sonora a Neffa[8]
  - Revelació de l'any a Ambra Angiolini[8]
  - Nominació Millor actor secundari a Ennio Fantastichini
  - Nominació Millor actor secundari a Luca Argentero
  - Nominació Millor actriu secundària a Ambra Angiolini
- 2007 - Diamanti al Cinema
  - Millor actor secundari per a Luca Argentero
- 2007 - Festival Internacional de Cinema de Karlovy Vary
  - Nominació al Globus de Cristall a Ferzan Özpetek